# Parupeneus procerigena
 Parupeneus procerigena és una espècie de peix de la família dels múl·lids i de l'ordre dels perciformes.

## Morfologia
Els mascles poden assolir els 19,8 cm de longitud total.

## Distribució geogràfica
Es troba a l'oest de l'oceà Índic.